# گری کیسی
گری کیسی (انگلیسی: Gerry Casey؛ ۲۵ اوت ۱۹۴۱ – ۲۴ ژوئن ۲۰۱۹) بازیکن فوتبال اهل بریتانیا بود.
از باشگاه‌هایی که در آن بازی کرده‌است می‌توان به باشگاه فوتبال ترانمره راورز اشاره کرد.